# 롱 샷
《롱 샷》(영어: Long Shot)은 2019년 개봉한 미국의 로맨틱 코미디 영화이다. 샬리즈 세런이 미국 대통령 후보 '샬럿 필드' 역을, 세스 로건이 찌라시 기자 '프레드' 역을 맡았고, 조너선 러빈 감독이 연출했다. 제목 '롱 샷'은 '멀리서 찍은 사진'의 의미로 '승산 없는 도전, 오르지 못할 나무'를 비유적으로 가리키는 말이다. 2019년 3월 9일 사우스 바이 사우스웨스트에서 전 세계 최초로 상영되었다.

## 줄거리
최초의 여성 미국 국무장관으로 능력을 입증하였으나 여성 정치인에 대한 편견 때문에 고충을 겪고 있던 샬럿 필드. 텔레비전 배우 출신인 현 체임버스 대통령이 재선을 관두고 영화계로 진출하려고 하면서 대통령 선거에 출마할 기회를 얻게 된다. 한편 반정부 반공화당 논조의 과격한 기사를 써내던 삼류 기자 프레드는 소속 신문사가 거대 언론사 '웸블리'에 인수되면서 해고된다. 친구 랜스는 프레드의 화를 풀어주려고 보이즈 투 멘이 공연하는 자선 파티에 데려 가고, 프레드는 그곳에서 샬럿과 재회한다.
샬럿은 프레드보다 3살 누나로, 학생 때 프레드의 베이비시터로 일했다. 프레드는 명석하고 예쁜 샬럿을 연모했는데, 발기한 음경을 들킨 것이 흑역사로 남아버렸다. 프레드는 도망치려 하지만 샬럿이 먼저 알아보고 프레드를 불러 반가움을 표한다. 헤어지려고 할 때 웸블리사 회장 파커 웸블리가 샬럿에게 추파를 던지는 것을 보고 프레드는 그에게 주먹을 날리고 파티장을 나온다. 파티가 끝나고 샬럿은 프레드가 쓴 신랄한 기사들을 읽어보고, 마침 재치 있는 연설문을 써줄 작가가 필요하던 차에 프레드를 고용한다.
샬럿은 옛날부터 환경 문제에 관심이 많아 환경 보호 캠페인을 진행해 지지도를 올리려고 한다. 프레드는 기자로서의 재능과 어렸을 때부터 샬럿을 잘 알았던 배경을 살려 훌륭한 연설문을 써낸다. 그렇지만 외교 문제 때문에 프레드가 쓴 모든 내용이 다 반영되지는 못한다. 이 때문에 스톡홀름에서 샬럿과 말다툼하기도 하지만, 결국 샬럿의 입장을 받아들인다. 샬럿과 프레드, 보좌진은 전 세계를 돌아다니며 캠페인을 진행하고 프레드도 점점 샬럿과 손발을 같이 하며 한몫을 한다. 마닐라에 머무르고 있을 때 내전에 휘말려 샬럿과 프레드 둘이서만 벙커에 들어가는데, 위기를 같이 하면서 점점 애정이 싹트고 결국 섹스 파트너로 발전한다. 보좌관들은 난색을 표하지만 샬럿은 거리낌이 없다. 프레드와의 관계가 깊어지며 프레드를 따라 엑스터시에 손을 대기도 한다. 하필 이 때 가상 국가 카슈타르에 미국 장교가 인질로 잡히는 사건이 터지는데, 샬럿은 마약에 취한 채로 카슈타르 대사와 협상하여 인질을 구해내고, 이 사실이 알려지면서 지지도가 더욱 높아진다.
샬럿의 환경 보호 캠페인은 점점 호응을 얻기 시작하는데, 이 때문에 대통령과 마찰이 생긴다. 대통령은 후원 기업들과의 관계 때문에 국내 벌목 문제에 대한 언급은 피하라고 하지만 샬럿은 이를 받아들이지 않고 있었다. 후원자 중 한 명이었던 파커 웸블리가 프레드의 방 웹캠을 해킹해서 프레드가 샬럿을 떠올리며 자위행위를 하는 영상을 입수하고, 이를 샬럿에게 들이밀며 요구 사항을 따르지 않으면 영상과 스캔들을 공표하겠다고 협박한다. 두 사람의 연애 관계는 정리되고, 프레드는 다시 백수로 돌아간다.
2020년 미국 대통령 선거 출마 발표 날 샬럿은 프레드가 써준 연설문을 읽던 중 마음을 바꾸어 대통령과 기업간 유착 관계를 폭로해 버린다. 노한 웸블리는 프레드의 자위 영상을 풀어 버린다. 두 사람은 프레드의 집에서 다시 만나고, 기자들 앞에 나와 모든 것을 고백한다. 사람들은 그들의 솔직함을 응원한다. 2021년 샬럿은 대통령에 당선되고 프레드는 샬럿의 부군이 되어 백악관에 입성한다.

## 출연
| 주요 인물 - 세스 로건 - 프레드 플라스키 역 - 브랙스턴 허다 - 프레드 아역 - 샬리즈 세런 - 샬럿 필드 역 - 어비바 몬질로 - 샬럿 아역 - 오셰이 잭슨 주니어 - 랜스 역 - 앤디 서키스 - 파커 웸블리 역 - 준 다이앤 레이필 - 매기 밀리킨 역 - 밥 오든커크 - 체임버스 미국 대통령 역 - 라비 퍼텔 - 톰 역 - 트리스턴 D. 랄라 - M 요원 역 | 국가 수반 - 알렉산데르 스카르스고르드 - 제임스 스튜어드 캐나다 총리 역 - 제임스 사이토 - 기시도 일본 총리대신 역 - 조지 챙 - 우 중국 주석 역 - 아이번 스미스 - 인도 총리 역 - 알라딘 타우피끄 - 바라스 카슈타르 총리 역 그 외 - 랜들 박 - 프레드의 전 신문사 사장 역 - 리사 쿠드로 - 캐서린 역 - 커트 브라우놀러, 폴 시어, 클로디아 오도허티 - 웸블리 뉴스 진행자 삼인방 역 - 보이즈 투 멘, 릴 야티 - 본인 역 |  |

## 기타 제작진
- 라인 제작: 조너선 매코이
- 미술: 칼리나 이바노프
- 의상: 메리 E. 보트

## 반응
씨네21의 임수연 기자는 '인종문제나 성차별을 풍자하는 대사들이 잔웃음을 주지만 갈등 해결 방식이 지나치게 순진해 그 이상의 성취를 보여주지는 못한다'라는 단평을 내렸다. 듀나는 듀나의 영화 낙서판에 기고한 리뷰에서 '샬롯 필드를 통해 성차별을 주제로 다루지만, 동시에 주인공 프레드의 판타지를 반영하고 있어 캐릭터가 왔다갔다한다'며 4점 만점에 2.5점을 주었다.